# Vieux frison
Le vieux frison est une langue morte de la famille des langues germaniques occidentales parlée sur la côte de la mer du Nord, entre le Rhin et l’Elbe, entre les XIIIe et  XVIe siècles. Cette langue, qui est celle des premiers habitants de la région, les Frisons, est encore attestée dans quelques noms propres et toponymes. Le vieux frison a évolué en moyen frison (en), parlé entre les XVIe et  XIXe siècles.
Durant le haut Moyen Âge, la Frise occupait le territoire situé entre Bruges et la Weser. À cette époque, le frison était parlé tout le long de la partie sud de la côte de la mer du Nord. Vers 1300, ce territoire s’est rétrécit en direction du Zuiderzee, où le frison existe toujours.
Les peuples ayant colonisé l’Angleterre à partir du Ve siècle venaient de régions proches de celle des locuteurs du vieux frison (nord de l’Allemagne et Danemark)[réf. nécessaire]. Pour cette raison, d’assez fortes similarités existent entre cette langue et le vieil anglais.

## Phonologie et grammaire
Lorsqu’il était suivi par une voyelle antérieure, le /k/ germanique s’est adouci en /t͡ʃ/. Par exemple, les mots frisons pour « fromage » et « église » sont tsiis et tsjerke, à comparer au néerlandais kaas et kerk. Un vers traditionnel en Angleterre et en Frise témoigne de la similarité entre l’anglais et le frison : « Bread, butter, and green cheese is good English and good Frisian » se prononce quasiment de la même manière que « Brea, bûter, en griene tsiis is goed Ingelsk en goed Frysk ».
Voici un tableau comparatif de plusieurs mots en diverses langues germaniques médiévales :
| Mot     | Vieux frison | Vieil anglais | Vieux saxon    | Vieux haut-allemand |
| ------- | ------------ | ------------- | -------------- | ------------------- |
| baril   | fet          | fæt           | fat            | faz                 |
| homme   | mon          | mon           | mon, man       | man                 |
| mois    | monath       | monað         | monath, manuth | manod               |
| conseil | red          | ræd           | red, rad       | rat                 |
| autre   | othar        | oðer          | oðar           | andar               |
| cinq    | fif          | fif           | fif            | fimf                |
| nous    | us           | us            | us             | uns                 |
| connu   | kuth         | cuð           | kuð            | kund                |
| église  | tziurke      | ċiriċe        | kirika         | kirihha             |
| coucher | ledza        | leċġan        | leggian        | legen               |
| cheval  | hors         | hors          | hors, hros     | hros                |